# Østerlars
Østerlars ist ein Ort auf Bornholm mit derzeit 254 Einwohnern (Stand 1. Januar 2025). Er liegt fünf Kilometer nördlich von Østermarie. Nächstgelegener Küstenort ist Gudhjem an der Ostseite der Insel. 

## Toponymie
Lars ist eine Kurzform von Laurentius. Der Ortsnamen bedeutet also Laurentius des Ostens (Bornholms).

## Sehenswürdigkeiten
- Die Kirche von Østerlars ist die größte der vier Bornholmer Rundkirchen.
- Das Bornholmer Mittelalterzentrum liegt hinter der Rundkirche. Das Mittelalterzentrum hält jedes Jahr mittelalterliche Märkte ab und zeigt die Kunst der Falknerei und das Schießen mit Kanonen.
- Das alte Bahnhofsgebäude der Alminding–Gudhjem Jernbaneselskab (AGJ) ist heute eine Schule.

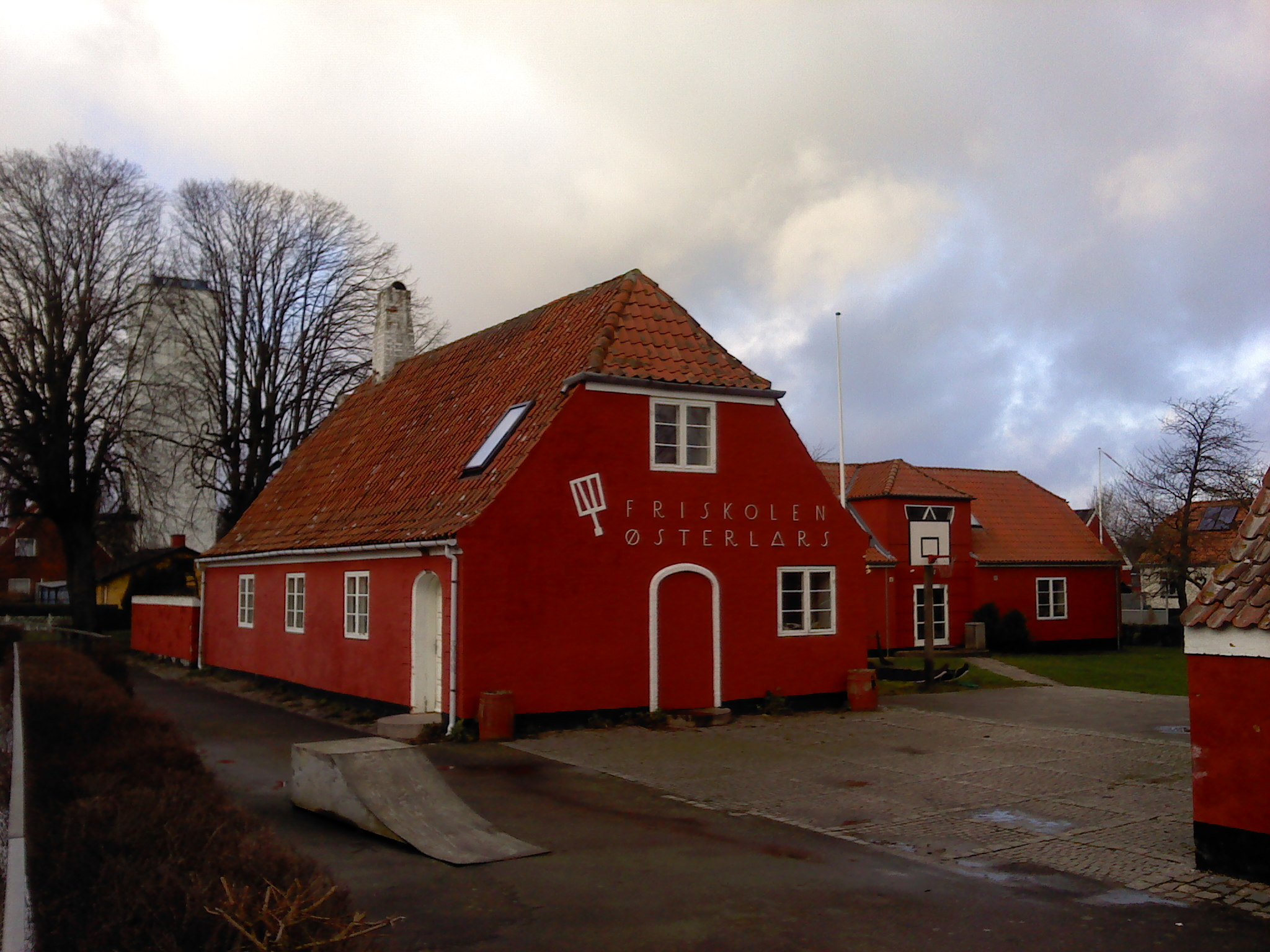
Bahnhof Østerlars

## Infrastruktur
Østerlars ist eine kleine Gemeinde mit 10 bis 15 Straßen. Die private Radiostation Bornholms Stemme (deutsch: Bornholms Stimme), die namensgebend war für einen gleichnamigen Film der Regisseurin Lotte Svendsen, liegt nahe dem Mittelalterzentrum.
Der Ort hat eine kommunale Schule und eine Privatschule.
Darüber hinaus gibt es einen Supermarkt und eine große Anzahl von Kunstmalern, Keramikern, Musikern, Autoren und anderen Künstlern.

## Sonstiges
Der Film Der verlorene Schatz der Tempelritter wurde teilweise in Østerlars gedreht.